# Koszewo (Stargard)
Koszewo (deutsch Groß Küssow) ist ein Dorf in der Gemeinde Stargard (Stargard in Pommern) in der Woiwodschaft Westpommern in Polen.

## Geographische Lage
Koszewo liegt in Hinterpommern, etwa zwölf Kilometer südwestlich der Stadt Stargard und 27 Kilometer südöstlich von Stettin (Szczecin), am Ostufer des Madüsees.
Nachbarorte sind im Norden am Seeufer Koszewko (Klein Küssow) und im Süden am Seeufer Wierzbno (Werben). Mehr als zwei Kilometer nordöstlich liegt die Wüstung Ludwigsthal, knapp zwei Kilometer östlich die Wüstung Młodolice (Margarethenhof) und mehr als zwei Kilometer südöstlich die Wüstung Hufenitz.

## Geschichte

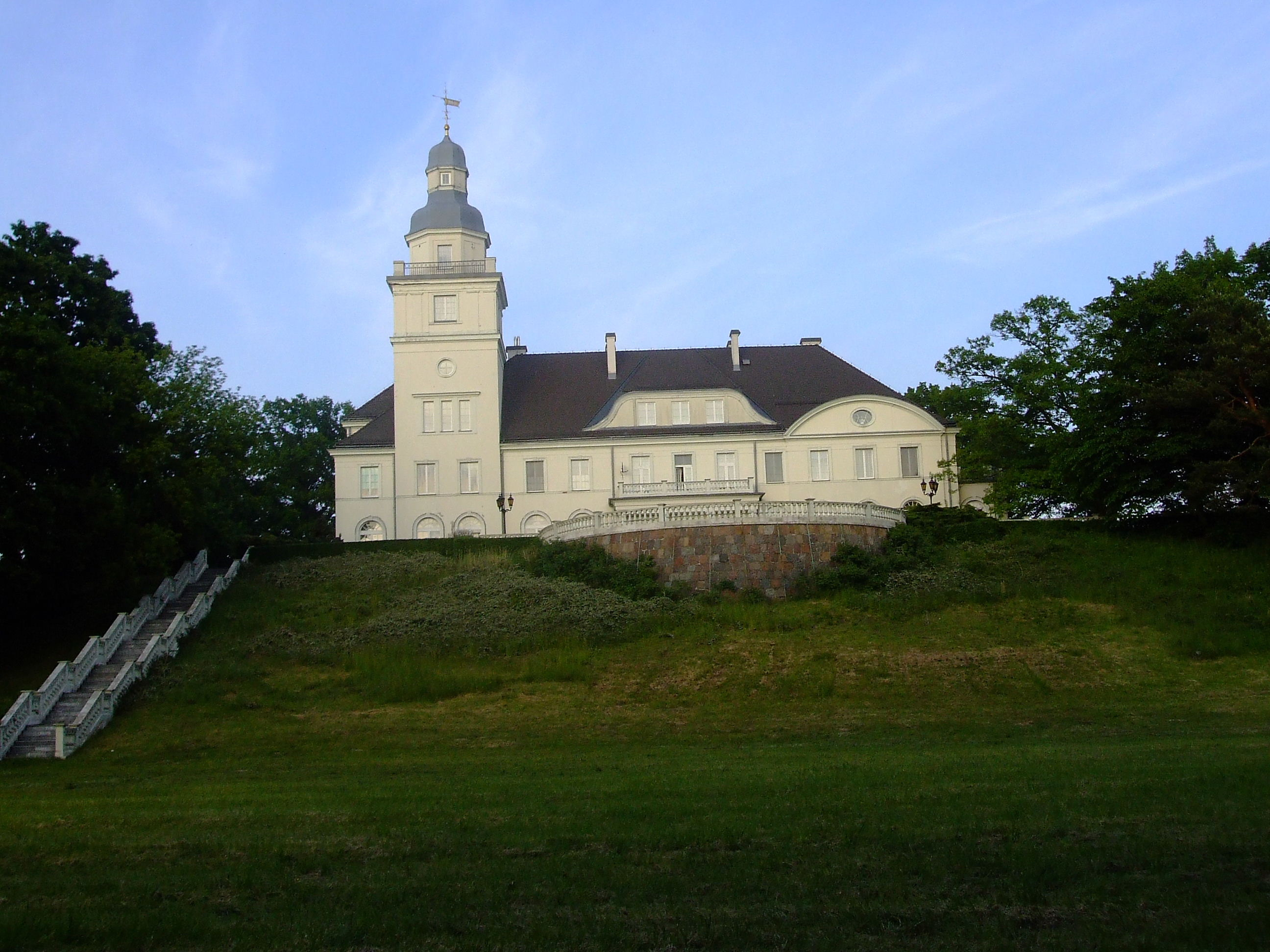
Herrenhaus des ehemaligen Ritterguts Groß Küssow

In älterer Zeit war die Ortschaft ein Rittergut. Als frühester Lehensträger von Groß Küssow wird die Familie von der Czinnen, von der Zyanen oder von der Zinne erwähnt. Im Jahr 1405 stiftete das Mitglied Henning dieser alten Familie in der Kirche eine Vikarie. Noch 1569 und 1605 wurde Tyde von der Zinne mit den Gütern belehnt, wie er sie von seinem Vater ererbt hatte. Mit Eva, der Schwester Tydes, die 1612 verstarb, scheint das Geschlecht erloschen zu sein. Gleichzeitig mit den von der Zinne war eine der beiden Familien Sukow, die in Pommern frühzeitig auftreten, in Groß Küssow belehnt. Eine der beiden Familien Sukow kommt bereits 1269 mit den beiden Rittern Johannes und Heine de Sukow in Stargard in Pommern urkundlich vor. Diese Familie starb nach 1765 aus.
Um 1637 befand sich Groß Küssow im Besitz der Erben des Landrats Ernst Dubislaw von Eickstedt. Dessen Tochter heiratete 1643 einen schwedischen Obersten Samuel Oesterling, der bereits 1647 fiel, aber den Sohn Ernst Christian Oesterling hinterließ, der mecklenburgischer Generalmajor und Geheimer Rat wurde, 1670 in den Adelsstand erhoben wurde und 1686 im Konkurs seines Großvaters Groß Küssow erwarb. Groß Küssow blieb im Besitz der Familie Oesterling, bis der Landrat Joachim Abraham von Oesterling es 1752 an den späteren Generalleutnant Karl Christoph von der Goltz verkaufte.
Um das Jahr 1780 gab es in dem Kirchdorf Groß Küssow zwei Vorwerke, eine Schäferei, eine Windmühle, einen Prediger, einen Küster, acht Halbbauern, eine Schmiede und insgesamt 37 Haushaltungen. Um diese Zeit gehörte Groß Küssow den Erben des Generalleutnants Karl Christoph von der Goltz.
Bei der Regulierung der gutsherrlichen und bäuerlichen Verhältnisse (siehe: Preußische Agrarverfassung) von Groß Küssow, die im Jahre 1823 erfolgte, wurden die Bauern von Groß Küssow in eine neue Ansiedlung südöstlich von Groß Küssow verlegt, die den Namen Hufenitz erhielt und zunächst eine selbständige Gemeinde wurde.
Um 1860 wurden in Groß Küssow zwanzig Wohnhäuser, ein gewerbliches Gebäude, 26 steuerfreie Gebäude, eine Schmiede und 214 Einwohner registriert. Zu Groß Küssow gehörte das knapp 2 Kilometer östlich gelegene Vorwerk Margarethenhof. Im Jahr 1868 befand sich das Rittergut im Besitz einer Frau von Puttkamer. Von 1905 bis nach 1939 befand sich das Gut im Besitz der Familie Seidler.
Bis 1945 gehörte Groß Küssow zur Gemeinde Damnitz im Landkreis Pyritz der Provinz Pommern. Es war dem Amtsbezirk Warnitz zugeordnet.
Gegen Ende des Zweiten Weltkriegs wurde Groß Küssow Anfang März 1945 von der Sowjetarmee besetzt. Nach Kriegsende wurde die Ortschaft unter polnische Verwaltung gestellt. Groß Küssow wurde in Koszewo umbenannt.

## Verwaltungsgliederung
Koszewo liegt in der Gmina Stargard (Landgemeinde Stargard in Pommern) und gehört mit dieser zum Powiat Stargardzki (Stargarder Kreis) der polnischen Woiwodschaft Westpommern.

## Religion
Die bis 1945 in Groß Küssow anwesende Bevölkerung gehörte mit großer Mehrheit der evangelischen Konfession an. Die Protestanten aus Groß Küssow gehörten zum evangelischen Kirchspiel Warnitz, die Katholiken zum katholischen Kirchspiel in Stargard in Pommern.

## Persönlichkeiten: Söhne und Töchter des Ortes
- Joachim Abraham von Oesterling (1724–1783), Landrat des Kreises Greifenberg von 1752 bis 1773, Landrat des Kreises Pyritz von 1773 bis 1783